# Шамисола
Шамисола (мар. Павыл почиҥга) — деревня в Сернурском районе Республики Марий Эл. Входит в состав Казанского сельского поселения.

## География
Находится в северо-восточной части республики Марий Эл на расстоянии приблизительно 15 км на север-северо-восток от районного центра посёлка Сернур.

## История
Известна с 1746 года как починок, где проживали 7 мужчин, мари. В 1811 году в 3 дворах проживали 25 человек. В 1885 году в 10 дворах проживали 68 марийцев, в 1 дворе — русские, 8 человек. В 1927 году в 16 хозяйствах проживали 67 человек, в 1930 году числился 71 человек. В 1976 году в деревне значилось 10 хозяйств, проживал 51 человек, в 1988 году 5 и 19. В 1996 году осталось 11 человек. В советское время работали колхозы «Чевер олык» и «Коммунар».

## Население
Население составляло 4 человека (мари 100 %) в 2002 году, 3 в 2010.